# Unshausen
Unshausen ist seit dem 31. Dezember 1971 ein Ortsteil der Gemeinde Wabern im nordhessischen Schwalm-Eder-Kreis.

## Geographische Lage
Unshausen liegt als geschlossenes Dorf mit regelhaftem Grundriss auf einem langen, nach Westen zur Schwalm/Efze-Niederung ziehenden Hang rund 2,5 km südöstlich des Gemeindekernorts Wabern, etwa 1 km östlich der Mündung der Efze in die Schwalm und 6 km nördlich der Kreisstadt Homberg (Efze). Der Baumbach fließt am südwestlichen Dorfrand ein kurzes Stück entlang der Bachstraße, ehe er sich dann nach Norden seiner Einmündung in die Schwalm zuwendet. Östlich des Dorfs liegt ein Waldgebiet mit dem Harler Berg (391,5 m ü. NN).
Durch den Ort verläuft die Bundesstraße 254 von Homberg nach Wabern.

## Geschichte
Die älteste bekannte schriftliche Erwähnung von Unshausen erfolgte unter dem Namen Unshusen im Jahr 1197. Weitere Erwähnungen erfolgten unter den Ortsnamen (in Klammern das Jahr der Erwähnung): Ungishusin (1235), Unneshusen (1248) (UA Kappel), Unshusin (1294), Unßhusen (1423), Onshusen (1425), Unshussen (1426), Onshusin (1448), Onshusen (1494), Unshußen (1501), Unnshußen (1506), Unßhausen (1597) und Unshausen (1712). Unshausen gehörte früher zum Landkreis Fritzlar-Homberg und hatte 1939 insgesamt 296 Einwohner.
Im Zuge der Gebietsreform in Hessen wurde zum 31. Dezember 1971 die bis dahin selbständige Gemeinde Unshausen auf freiwilliger Basis in die Gemeinde Wabern eingegliedert. Für alle durch die Gebietsreform eingegliederten Gemeinden, sowie die Kerngemeinde Wabern, wurde je ein Ortsbezirk mit Ortsbeirat und Ortsvorsteher nach der Hessischen Gemeindeordnung eingerichtet.

## Bevölkerung
Einwohnerstruktur 2011
Nach den Erhebungen des Zensus 2011 lebten am Stichtag, dem 9. Mai 2011, in Unshausen 393 Einwohner. Darunter waren 3 (0,8 %) Ausländer.
Nach dem Lebensalter waren 78 Einwohner unter 18 Jahren, 165 zwischen 18 und 49, 84 zwischen 50 und 64 und 66 Einwohner waren älter. Die Einwohner lebten in 165 Haushalten. Davon waren 42 Singlehaushalte, 39 Paare ohne Kinder und 66 Paare mit Kindern, sowie 15 Alleinerziehende und keine Wohngemeinschaften. In 27 Haushalten lebten ausschließlich Senioren und in 108 Haushaltungen lebten keine Senioren.
Einwohnerentwicklung
| Quelle: Historisches Ortslexikon |                                            |
| • 1575/85:                       | 28 Hausgesesse                             |
| • 1742/47:                       | 31 Häuser bzw. Hausgesesse, 140 Einwohner. |
| • 1834:                          | 254, 1885: 285 Einwohner                   |

| Unshausen: Einwohnerzahlen von 1800 bis 2023 | Unshausen: Einwohnerzahlen von 1800 bis 2023 | Unshausen: Einwohnerzahlen von 1800 bis 2023 | Unshausen: Einwohnerzahlen von 1800 bis 2023 | Unshausen: Einwohnerzahlen von 1800 bis 2023 |
| --- | -------------------------------------------- | -------------------------------------------- | -------------------------------------------- | -------------------------------------------- |
| Jahr |                                              |                                              |                                              | Einwohner                                    |
| 1800 | 1800                                         |                                              | ?                                            | ?                                            |
| 1834 | 1834                                         |                                              | 254                                          | 254                                          |
| 1840 | 1840                                         |                                              | 274                                          | 274                                          |
| 1846 | 1846                                         |                                              | 310                                          | 310                                          |
| 1852 | 1852                                         |                                              | 295                                          | 295                                          |
| 1858 | 1858                                         |                                              | 266                                          | 266                                          |
| 1864 | 1864                                         |                                              | 264                                          | 264                                          |
| 1871 | 1871                                         |                                              | 277                                          | 277                                          |
| 1875 | 1875                                         |                                              | 269                                          | 269                                          |
| 1885 | 1885                                         |                                              | 285                                          | 285                                          |
| 1895 | 1895                                         |                                              | 280                                          | 280                                          |
| 1905 | 1905                                         |                                              | 308                                          | 308                                          |
| 1910 | 1910                                         |                                              | 285                                          | 285                                          |
| 1925 | 1925                                         |                                              | 308                                          | 308                                          |
| 1939 | 1939                                         |                                              | 296                                          | 296                                          |
| 1946 | 1946                                         |                                              | 539                                          | 539                                          |
| 1950 | 1950                                         |                                              | 501                                          | 501                                          |
| 1956 | 1956                                         |                                              | 437                                          | 437                                          |
| 1961 | 1961                                         |                                              | 397                                          | 397                                          |
| 1967 | 1967                                         |                                              | 366                                          | 366                                          |
| 1980 | 1980                                         |                                              | ?                                            | ?                                            |
| 1990 | 1990                                         |                                              | ?                                            | ?                                            |
| 2000 | 2000                                         |                                              | ?                                            | ?                                            |
| 2006 | 2006                                         |                                              | 415                                          | 415                                          |
| 2007 | 2007                                         |                                              | 391                                          | 391                                          |
| 2008 | 2008                                         |                                              | 398                                          | 398                                          |
| 2009 | 2009                                         |                                              | 396                                          | 396                                          |
| 2010 | 2010                                         |                                              | 404                                          | 404                                          |
| 2011 | 2011                                         |                                              | 402                                          | 402                                          |
| 2012 | 2012                                         |                                              | 397                                          | 397                                          |
| 2013 | 2013                                         |                                              | 400                                          | 400                                          |
| 2014 | 2014                                         |                                              | 400                                          | 400                                          |
| 2015 | 2015                                         |                                              | 408                                          | 408                                          |
| 2016 | 2016                                         |                                              | 398                                          | 398                                          |
| 2017 | 2017                                         |                                              | 384                                          | 384                                          |
| 2018 | 2018                                         |                                              | 395                                          | 395                                          |
| 2019 | 2019                                         |                                              | 390                                          | 390                                          |
| 2020 | 2020                                         |                                              | 389                                          | 389                                          |
| 2021 | 2021                                         |                                              | 389                                          | 389                                          |
| 2022 | 2022                                         |                                              | 395                                          | 395                                          |
| 2023 | 2023                                         |                                              | 402                                          | 402                                          |
| Datenquelle: Historisches Gemeindeverzeichnis für Hessen: Die Bevölkerung der Gemeinden 1834 bis 1967. Wiesbaden: Hessisches Statistisches Landesamt, 1968. Weitere Quellen: LAGIS; Gemeinde Wabern, Zensus 2011 |                                              |                                              |                                              |                                              |

Historische Religionszugehörigkeit
| Quelle: Historisches Ortslexikon |                                                                    |
| • 1861:                          | alle Einwohner evangelisch-reformierte                             |
| • 1885:                          | 285 evangelische (= 100 %) Einwohner                               |
| • 1961:                          | 338 evangelische (= 85,14 %), 55 katholische (= 13,85 %) Einwohner |

Historische Erwerbstätigkeit
| • 1961 | Erwerbspersonen: 76 Land- und Forstwirtschaft, 71 Produzierendes Gewerbe, 26 Handel und Verkehr, 15 Dienstleistungen und Sonstiges |

## Politik
Für Unshausen besteht ein Ortsbezirk (Gebiete der ehemaligen Gemeinde Unshausen) mit Ortsbeirat und Ortsvorsteher nach der Hessischen Gemeindeordnung. Der Ortsbeirat besteht aus fünf Mitgliedern.
Bei den Kommunalwahlen in Hessen 2021 betrug die Wahlbeteiligung zum Ortsbeirat Unshausen 72,34 %. Alle Kandidaten gehörten der Liste „Unshäuser Wählergemeinschaft“ an. Der Ortsbeirat wählte Marco Pelz zum Ortsvorsteher.

## Sehenswürdigkeiten
- die Fachwerkkirche
- die  Lutherlinde (1883)
- Bauernhäuser im englischen Stil
- Unshäuser Heide
- die  Efzemündung
- Landschaftsschutzgebiet Schwalm Alter Pfuhl

## Persönlichkeiten
- Arnold Strippel (1911–1994), in Unshausen geborener SS-Obersturmführer
- Phil Schaller (2006), Popsänger, Songwriter und Finalist bei der Castingshow „The Voice-Kids“